# Суран (нохія, провінція Хама)
Суран (араб. ناحية صوران‎‎) — нохія у Сирії, що входить до складу району Хама провінції Хама. Адміністративний центр — м. Суран.
| Сирія | Це незавершена стаття з географії Сирії. Ви можете допомогти проєкту, виправивши або дописавши її. |